# Begonia antaisaka
Begonia antaisaka là một loài thực vật có hoa trong họ Thu hải đường. Loài này được Humbert mô tả khoa học đầu tiên năm 1972.